# Фонвизин, Сергей Иванович
Серге́й Ива́нович Фонви́зин (1860—1936) — русский офицер и писатель из рода Фонвизиных, полтавский вице-губернатор.

## Биография
Сын московского губернатора Ивана Сергеевича Фонвизина (1822—1889) и Варвары Ивановны (урождённой Погониной). Воспитывался в Лицее цесаревича Николая и Императорском училище правоведения, однако полного курса не окончил.
В 1878 году поступил вольноопределяющимся в лейб-гвардии Конный полк. 25 марта 1880 года произведен был из портупей-юнкеров в корнеты. 29 января 1882 года был уволен, по домашним обстоятельствам, от службы поручиком. 6 октября того же года был зачислен в запас гвардейской кавалерии чином корнета, а в 1888 году уволен в отставку поручиком. В 1890—1902 годах был земским начальником 2-го участка Клинского уезда Московской губернии. В 1891 году был назначен также заступающим место председателя в заседаниях съезда по административному присутствию. В 1897 году был переименован из военного чина в коллежские секретари. В 1902—1906 годах занимал пост полтавского вице-губернатора. Дослужился до чина коллежского советника (1904). Из наград удостоен ордена св. Анны 3-й степени и св. Станислава 2-й степени, а также медали в память коронации 1896 года и за труды по переписи населения 1897 года.
Выйдя в отставку, посвятил себя литературной деятельности. Написал неоднократно переиздававшиеся романы «В смутные дни», «Две жизни», «Записки свободной женщины», а также сборники рассказов «Рассказы», «Конец дневника; Сплетня» и «Без вины виноватые».
Умер в 1936 году. Похоронен в колумбарии Нового Донского кладбища в Москве.
Жена — Вера Петровна Берс (1881—?), племянница С. А. Толстой.
Сын Денис Фонвизин, 1912 г. р., был арестован в 1942 году, обвинен в антисоветской агитации, приговорен к пяти годам лишения свободы.

## Сочинения
- Конец дневника. Рассказ. — Москва, 1893.
- Семь месяцев в Египте и Палестине: Очерки и впечатления. — Санкт-Петербург, 1910.
- В смутные дни. — Санкт-Петербург, 1911.
- Две жизни (Молодость Муханова). — Санкт-Петербург, 1912.
- Рассказы. Конец дневника; Сплетня. — Санкт-Петербург, 1913.
- Без вины виноватые. — Петроград, 1915.
- Записки свободной женщины. — Петроград, 1915.
- Роман вице-губернатора. — Петроград, 1916.
- Странное происшествие. Рассказы. — Петроград, 1916.
- Развал. — Петроград, 1918.